# باب گلندنینگ
باب گلندنینگ (انگلیسی: Bob Glendenning; ۶ ژوئن ۱۸۸۸ – ۱۹ نوامبر ۱۹۴۰) بازیکن فوتبال اهل بریتانیا بود.
از باشگاه‌هایی که در آن بازی کرده‌است می‌توان به باشگاه فوتبال آکرینگتون استنلی، باشگاه فوتبال بارنزلی، و باشگاه فوتبال بولتون واندررز اشاره کرد.